# Giovanni Battista Contini

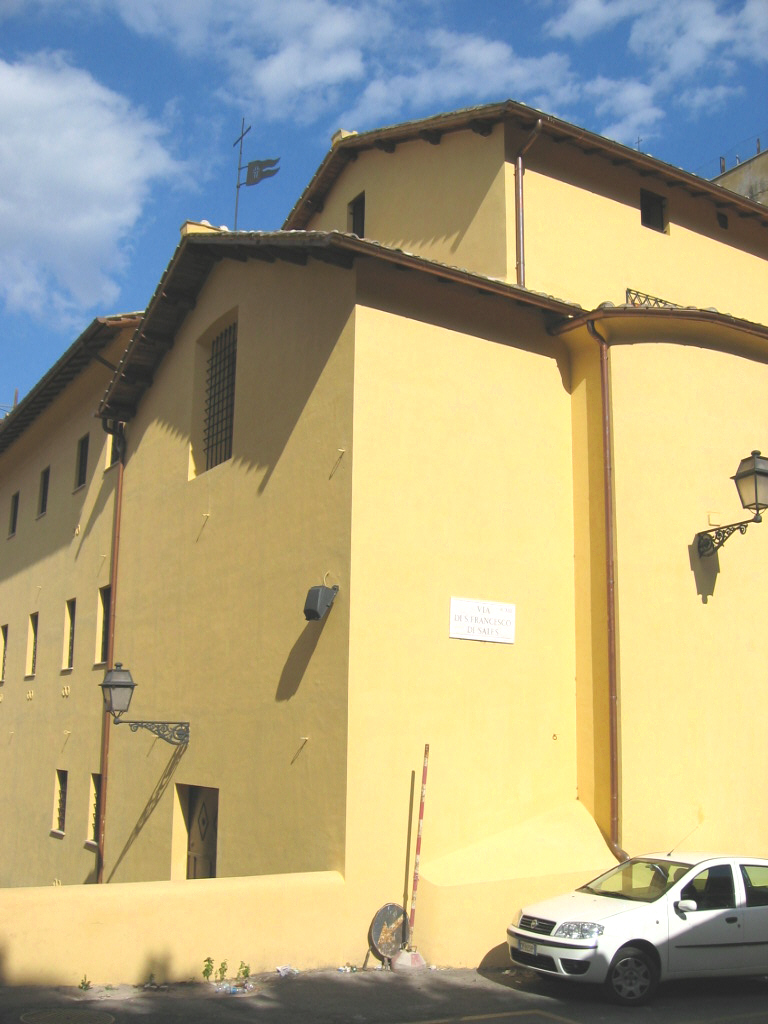
Santa Maria della Visitazione e San Francesco di Sales, Trastevere, Rom. (efter restaureringen 2004)

Giovanni Battista Contini, född 7 maj 1642 i Rom, död 16 oktober 1723 i Rom, var en italiensk arkitekt under barockepoken. Contini var elev till Bernini.
Contini var 1683–1719 principe för Accademia di San Luca.

## Byggnadsverk i Rom (urval)
- 1671 – Cappella di Santa Caterina, Santa Sabina, Aventinen
- 1671 (cirka) – Santa Maria della Visitazione e San Francesco di Sales, Trastevere (dekonsekrerad)
- 1675 – Santa Maria Annunziata delle Turchine, Esquilinen (osäker attribuering; dekonsekrerad)
- 1670-tal – Palazzo Chigi, Piazza Colonna (sedan 1961 bostad för Italiens premiärminister)
- 1670-tal – Sidokapell, Santa Maria del Suffragio, Via Giulia
- 1684 – Högaltaret, Sant'Ivo alla Sapienza
- 1714–1721 – Santissime Stimmate di San Francesco